# 白金汉公爵
白金汉侯爵（英語：Marquess of Buckingham）與白金漢公爵（Duke of Buckingham）是英格蘭王國、大不列顛王國、聯合王國的爵位名，名稱來自英格兰的白金汉郡。
1444年9月14日，第六代斯塔福德伯爵漢弗萊·斯塔福德首次被授予「白金汉公爵」爵位。他是英王愛德華三世的外曾孫、伍德斯托克的托馬斯的外孫。在薔薇戰爭中他支持蘭開斯特王朝，後來在1460年7月的北安普敦戰役中战死。他的孫子亨利·斯塔福德，第二代白金漢公爵繼承爵位。他曾支持理查三世篡位，但理查即位後他又謀反，因而被理查處死，爵位也被廢。兩年後(1485年)理查被亨利七世推翻，他的儿子愛德華·斯塔福德，第三代白金漢公爵得以復爵，但1521年他被亨利八世處死，爵位廢除。
第二次获授白金汉公爵的是詹姆士一世的宠臣乔治·维利尔斯，他被封為「維利爾斯子爵」（1616年）、「白金漢伯爵」（1617年）、「白金漢侯爵」（1618年）、「白金漢公爵」（1623年）。他在1628年去世之前是英格蘭實質上的首相。他的兒子喬治·維利爾斯，第二代白金漢公爵於1687年去世，因無後代繼承，爵位斷絕。
1703年，安妮女王又封掌璽大臣約翰·謝菲爾德為「白金漢和諾曼比公爵」(Duke of Buckingham and Normanby)。他是托利黨要人，後任樞密院議長；關於他的家族資料請參見白金漢和諾曼比公爵。他的兒子艾德蒙·謝菲爾德，第二代白金漢和諾曼比公爵死於1735年，無後，爵位再度斷絕。
1784年，前首相喬治·格蘭維爾的兒子喬治·紐金特-坦普爾-格倫維爾被封為「白金漢侯爵」，他曾任外交大臣。他的兒子理查·坦普爾-紐金特-布里奇斯-錢多斯-格倫維爾在 1822年被封為「白金漢和錢多斯公爵」(Duke of Buckingham and Chandos)。關於他的家族資料請參見科布涵子爵(Viscount Cobham)。第三代白金漢和錢多斯公爵理查·坦珀-紐金特-布里吉斯-錢多斯-格倫維爾曾任樞密院議長、殖民地事務大臣，他於1889年死後爵位斷絕。

## 白金汉公爵，第一次授爵(1444年)
- 漢弗萊·斯塔福德，第一代白金漢公爵(1402年－1460年)
- 亨利·斯塔福德，第二代白金漢公爵(1455年－1483年，1483年奪爵)
- 愛德華·斯塔福德，第三代白金漢公爵(1477年－1521年) (1485年恢复，1521年奪爵)

## 白金汉公爵，第二次授爵(1623年)
- 第一代白金漢公爵喬治·維利爾斯(1592年－1628年)
- 第二代白金漢公爵喬治·維利爾斯(1628年－1687年)

## 白金汉和诺曼比公爵(1703年)
- 第一代白金漢和諾曼比公爵約翰·謝菲爾德（英语：John Sheffield, 1st Duke of Buckingham and Normanby）（1648年－1721年）
- 第二代白金漢和諾曼比公爵艾德蒙·謝菲爾德（英语：Edmund Sheffield, 2nd Duke of Buckingham and Normanby）（1716年－1735年）

## 白金汉和錢多斯公爵(1822年)
- 第一代白金漢和錢多斯公爵理查·坦珀-紐金特-布里吉斯-錢多斯-格倫維爾(1776年－1839年)
- 第二代白金漢和錢多斯公爵理查·坦珀-紐金特-布里吉斯-錢多斯-格倫維爾(1797年－1861年)
- 第三代白金漢和錢多斯公爵理查·坦珀-紐金特-布里吉斯-錢多斯-格倫維爾(1823年－1889年)